# Льерне (кантон)
Льерне (фр. Liernais) — кантон во Франции, находится в регионе Бургундия. Департамент кантона — Кот-д’Ор. Входит в состав округа Бон. Население кантона на 2006 год составляло 2314 человек.
Код INSEE кантона — 2119. Всего в кантон Льерне входят 14 коммун, из них главной коммуной является Льерне.

## Коммуны кантона
- Бар-ле-Регюлье — население 66 чел.
- Блано — население 134 чел.
- Бразе-ан-Морван — население 166 чел.
- Сансере — население 178 чел.
- Дьянсе — население 87 чел.
- Льерне — население 552 чел.
- Манле — население 204 чел.
- Маршезёй — население 137 чел.
- Менессер — население 72 чел.
- Сен-Мартен-де-ла-Мер — население 280 чел.
- Савийи — население 77 чел.
- Сюссе — население 243 чел.
- Вьянж — население 75 чел.
- Вилье-ан-Морван — население 43 чел.